# Ivan Tsichan
Ivan Grigorevitsj Tsichan (Wit-Russisch: Іван Рыгоравіч Ціхан; Russisch: Иван Григорьевич Тихон) (Hlasievicy, Slonim district, Wit-Rusland, 24 juli 1976) is een Wit-Russische atleet, die gespecialiseerd is in het kogelslingeren. Hij werd driemaal wereldkampioen en won drie olympische medailles. Door schorsingen werd hem een wereldtitel en olympische medaille ontnomen.

## Loopbaan

### Zilveren medaille op OS in Athene
Op de Olympische Spelen van 2004 in Athene won hij een zilveren medaille met 79,81 m. In 2005 kwam hij met 86,73 één centimeter te kort om het wereldrecord, dat sinds 1986 in handen is van Joeri Sedych, te breken. Hij was meerdere malen Wit-Russisch kampioen (2001, 2003, 2004, 2005). Samen met Sedych en diens landgenoot, voormalig olympisch kampioen Sergej Litvinov (tegenwoordig zijn trainer), behoort hij tot het drietal atleten dat de kogel ooit voorbij de 85 meter slingerde.

### Olympisch brons in Peking
In 2008 won hij op de Olympische Spelen van 2008 in Peking een bronzen medaille. Met een beste poging van 81,51 eindigde hij achter de Slowaak Primož Kozmus (goud; 82,02) en zijn landgenoot Vadzim Dzevjatowski (zilver; 81,61). In december 2008 besliste het IOC dat hem deze derde plaats (en bronzen medaille) werd ontnomen wegens bewezen dopinggebruik. Ditzelfde gebeurde met zijn zilveren landgenoot. Beiden gingen in beroep bij het Hof van Arbitrage voor Sport, welke hen in juni 2010 op basis van procedurefouten door het Chinese laboratorium in het gelijk stelde. Tsichan kreeg zijn medaille terug.

### Diskwalificatie
Eind 2012 maakte het IOC bekend dat zij, acht jaar na dato, had besloten om vier atleten hun olympische medailles, behaald op de Olympische Spelen van 2004 in Athene, af te pakken vanwege overtreding van het dopingreglement. Een van hen was Ivan Tsichan. Het IOC kwam tot dit opmerkelijke besluit, nadat op haar verzoek 105 urinemonsters, waaronder dat van Tsichan, opnieuw waren geanalyseerd. Deze mogelijkheid bestaat tegenwoordig, sinds alle afgenomen urinemonsters vanaf de Spelen van 2004 worden bewaard in een laboratorium in Lausanne. Tsichan verloor hierbij niet alleen zijn zilveren medaille, hij mocht ook niet deelnemen aan de Olympische Spelen van 2012 in Londen.
Tsichans vrouw is een voormalige discuswerpster en ze hebben samen een zoon.

## Titels
- Wereldkampioen kogelslingeren - 2003, 2007
- Europees kampioen kogelslingeren - 2006
- Wit-Russisch kampioen kogelslingeren - 2001, 2002, 2003, 2004, 2005
- Europees kampioen U23 kogelslingeren - 1997

## Persoonlijk record
| Onderdeel      | Prestatie | Datum       | Plaats |
| -------------- | --------- | ----------- | ------ |
| kogelslingeren | 86,73 m   | 3 juli 2005 | Brest  |

## Prestaties

### kogelslingeren
- 1995: 9e EJK
- 1997:  EK U23 - 77,46 m
- 1997: 6e in kwal. WK - 75,74 m
- 1998: 16e in kwal. EK - 71,50 m
- 2000:  Europacup C in Kaunas - 78,90 m
- 2000: 4e OS - 79,17 m
- 2001: 12e in kwal. WK - 74,43 m
- 2001: 6e Universiade - 75,36 m
- 2002: 9e EK - 77,86 m
- 2003:  Universiade - 82,77 m
- 2003:  WK - 83,05 m
- 2003:  Wereldatletiekfinale - 80,84 m
- 2004: DSQ OS (was  - 79,81 m)
- 2004: DSQ Wereldatletiekfinale
- 2005: DSQ Europese Wintercup
- 2005: DSQ WK
- 2005: DSQ Wereldatletiekfinale
- 2006:  EK - 81,11 m
- 2006:  Wereldatletiekfinale - 81,12 m
- 2006:  Wereldbeker - 80,00 m
- 2007:  Europese Wintercup - 77,79 m
- 2007:  WK - 83,63 m
- 2007:  Wereldatletiekfinale - 82,05 m
- 2008:  OS - 81,51 m
- 2015: 11e in kwal. WK - 71,88 m
- 2016:  OS - 77,79 m

1983 Sergej Litvinov · 
1987 Sergej Litvinov · 
1991 Joeri Sedych · 
1993 Andrej Abduvalijev · 
1995 Andrej Abduvalijev · 
1997 Heinz Weis · 
1999 Karsten Kobs · 
2001 Szymon Ziółkowski · 
2003 Ivan Tsichan · 
2005 Ivan Tsichan ·
2007 Ivan Tsichan ·
2009 Primož Kozmus ·
2011 Koji Murofushi ·
2013 Paweł Fajdek ·
2015 Paweł Fajdek ·
2017 Paweł Fajdek ·
2019 Paweł Fajdek ·
2022 Paweł Fajdek ·
2023 Ethan Katzberg